# Sture Hegerfors
Sture Hegerfos (né le 22 mai 1938 à Göteborg) est un journaliste suédois spécialiste en bande dessinée. 

## Biographie
Il a fondé en 1965 l’Académie suédoise de la bande dessinée (Svenska Serieakademin), organisation qui remet les prix Adamson depuis 1966, et qu'il préside toujours en 2017. Il a joué un rôle primordial dans la reconnaissance de la bande dessinée en Suède.

## Récompenses

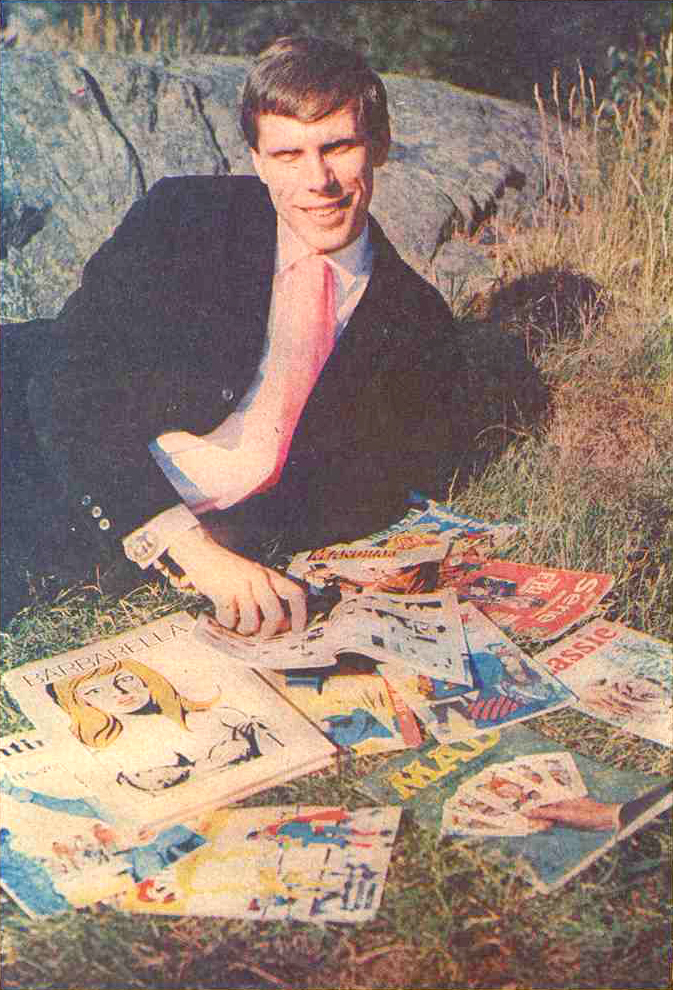
Hegerfors en 1966.

- 1977 : Bourse 91:an
- 2011 : Prix Albert Engström (sv)

## Distinctions
- Médaille de Sa Majesté le Roi